# فراشة دقيق البحر المتوسط
فراشة دقيق البحر المتوسط (الاسم العلمي Ephestia) هي جنس من فصيلة الناريات،
هي فراشة صغيرة الحجم كابِيةُ البياضِ، واسعة الانتشارِ في بلاد حوض البحر المتوسط،
تكثر حول مطاحن الحبوب حيث تضع بيضها على الدقيق أو اكياسة، إذ هو الطعامُ المفضلُ
ليرقاتها التي تلوثه بإفرازاتها وتُفسدهُ بجُلودٍ انسلاخها وخيوط غزلها وما تصنعه
فيه من انفاق للتشرنُق. واليرقاتُ حساسة لمرضٍ بكتيري تسببهُ أنواعٌ مختلفة من جنس Bacillus.